# Oneus
Oneus (en hangul, 원어스; estilizado como ONEUS) es una boy band surcoreana formada por el sello RBW en 2018. El grupo realizó su debut el 9 de enero de 2019 con el lanzamiento del EP, Light Us. La agrupación estaba compuesta originalmente por 6 integrantes. En 2022 el integrante RAVN anuncia su salida voluntaria del grupo, restando como miembros oficiales  Seoho, Leedo, Keonhee, Hwanwoong y Xion.

## Historia

### Predebut
Los integrantes del grupo participaron en varios programas de entrenamiento. Seoho, entonces conocido como Gunmin, Keonhee y Hwanwoong representaron a RBW en la segunda temporada de Produce 101 durante la primera mitad de 2017, y Ravn y Seoho representaron a la agencia en el programa Mix Nine de YG Entertainment durante la segunda mitad de 2017. Leedo participó en Mix Nine pero no pasó la primera audición. Keonhee y Hwanwoong, participaron en el proyecto RBW Trainee Real Life - We Will Debut, además de otros aprendices. En diciembre de 2017, Keonhee y Hwanwoong participaron en el segundo capítulo de Special Party con sus compañeros MAS. A principios de 2018, los mismos integrantes, con la incorporación de Ravn, Seoho y Xion, se presentaron como un equipo llamado RBW Boyz, con Leedo agregado en marzo de 2018; pasaron a llamarse Oneus en junio de 2018. El 27 de septiembre, Oneus y sus compañeros Onewe (anteriormente MAS) lanzaron el sencillo «Last Song».

### 2018-presente: Debut y nuevos lanzamientos
El 9 de enero de 2019, Oneus hizo su debut con el lanzamiento del EP, Light Us y su sencillo «Valkyrie». Para celebrar el debut, Oneus realizó un showcase en el YES24 Live Hall en Seúl. Oneus lanzó su segundo EP, Raise Us el 29 de mayo de 2019, con el sencillo «Twilight». El 21 de junio, se anunció que el primer concierto de Oneus en Japón, Oneus Japan 1st Live 2019: 光差, se llevaría a cabo en el Zepp Namba de Osaka el 28 de julio y en Zepp DiverCity de Tokio el 25 de agosto. Oneus lanzó su primer sencillo japonés, «Twilight», el 7 de agosto. El single vendió más de 60 000 copias dos meses después de su lanzamiento. El grupo lanzó su tercer EP, Fly with Us, el 30 de septiembre de 2019, con el sencillo «Lit». En noviembre de 2019, el grupo realizó su primera gira en Estados Unidos titulada Fly With Us kick-off en seis ciudades de Estados Unidos, Chicago, Atlanta, Dallas, Minneapolis y se detuvo en Los Ángeles. El 18 de diciembre, se lanzó su segundo sencillo en Japón titulado «808». La canción debutó en el primer puesto de Oricon Daily Single Chart con 3 662 copias vendidas dentro de un día desde su lanzamiento.
El 10 de enero de 2020, Oneus celebró su reunión de fanes, Oneus 1st Anniversary 'Our Moment' en Yes 24 Live Hall en Seúl para su primer aniversario. A principios de febrero, se anunció que el grupo celebraría un concierto japonés en Osaka del 8 al 9 de febrero y Chiba del 15 al 16 de febrero. Para el concierto en Osaka, asistieron 2 000 fanes y 3 800 en Chiba. El 20 de marzo, se anunció que el grupo se unirá al programa de competencia Road to Kingdom, junto a otros grupos.
El 24 de marzo de 2020, el grupo lanzó un álbum sencillo titulado In Its Time, acompañado del sencillo «A Song Written Easily». El 19 de agosto, el grupo lanzó su cuarto EP, Lived, con el sencillo «To Be Or Not To Be». El 30 de diciembre de 2020, a través de sus redes sociales anunciaron que estarían regresando con su primer álbum de estudio titulado Devil, siguiendo con el concepto oscuro de su último miniálbum y siendo contra parte de Lived. El álbum ha sido lanzado el 19 de enero, con el sencillo «No Diggity».
El 11 de mayo de 2021, el grupo lanzó su EP Binary Code con el sencillo «Black Mirror». El 4 de agosto del mismo año sacaron el sencillo Shut Up badgo Crazy Hot, que contó también con la versión en inglés de la misma. El 9 de noviembre de este mismo año regresaron con su sexto miniálbum Blood Moon. La canción principal de este disco es «Luna» y gracias a ella, el día 17 de noviembre de 2021 ganaron la primera victoria de toda su carrera en Show Champion.

## Miembros
- Seoho (서호)
- Leedo (이도)
- Keonhee (건희)
- Hwanwoong (환웅)
- Xion (시온)

## Discografía
EPs
- 2019: Light Us
- 2019: Raise Us
- 2019: Fly with Us
- 2020: In it's time
- 2020: Lived
- 2021: Devil
- 2021: Binary Code
- 2021: Blood Moon
- 2022: Trickster
- 2022: Malus
- 2023 : Pygmalion
- 2023 : La Dolce Vita

## Premios y nominaciones
| Año                          | Categoría                 | Trabajo nominado   | Resultado          | Ref.               |                    |
| Genie Music Awards           | Genie Music Awards        | Genie Music Awards | Genie Music Awards | Genie Music Awards | Genie Music Awards |
| ---------------------------- | ------------------------- | ------------------ | ------------------ | ------------------ | ------------------ |
| 2019                         | The Male New Artist Award | Oneus              | Nominado           |                    |                    |
| Seoul Music Awards           |                           |                    |                    |                    |                    |
| 2020                         | New Artist Award          | Oneus              | Nominado           |                    |                    |
| 2020                         | Popularity Award          | Oneus              | Nominado           |                    |                    |
| 2020                         | Hallyu Special Award      | Oneus              | Nominado           |                    |                    |
| Soribada Best K-Music Awards |                           |                    |                    |                    |                    |
| 2019                         | Next Artist Award         | Oneus              | Ganador            |                    |                    |
| 2020                         | Music Icon Award          | Oneus              | Ganador            |                    |                    |
| Fan N Star                   |                           |                    |                    |                    |                    |
| 2019                         | Rising Star Awards        | Oneus              | Ganador            |                    |                    |
| Ky Star Awards               |                           |                    |                    |                    |                    |
| 2019                         | Most anticipated idol     | Oneus              | Ganador            |                    |                    |